# دان یانگ
دان یانگ (به انگلیسی: Don Young) (۹ ژوئن ۱۹۳۳ – ۱۸ مارس ۲۰۲۲) نمایندهٔ حوزه انتخابیه کلی آلاسکا از حزب جمهوری‌خواه (ایالات متحده آمریکا) در مجلس نمایندگان ایالات متحده آمریکا بود که برای نخستین‌بار در ۶ مارس ۱۹۷۳ میلادی به‌عضویت این مجلس درآمد و تا زمان مرگش به عنوان نماینده ایالات متحده در حوزه انتخابیه کلی آلاسکا خدمت کرد، وی دیرپاترین عضو حزب جمهوری‌خواه بود که به مدت ۴۹ سال نماینده آلاسکا بود.